# 约翰·安德烈亚斯·泽格纳
约翰·安德烈亚斯·冯·泽格纳（德語：Johann Andreas von Segner；1704年10月9日—1777年10月5日），匈牙利语名泽格纳·亚诺什·安德拉什（匈牙利語：Segner János András），是一位匈牙利科学家。
约翰·泽格纳的祖先是在匈牙利王国时期从施蒂里亚来到了普雷斯堡；十八世纪，他曾在普雷斯堡、杰尔、德布勒森学习，1725年进入耶拿大学。1729年获得医学证书后回到普雷斯堡，在那里及德布勒森开始了从医生涯。1732年为获取硕士学位，他又重返耶拿大学。1735年泽格纳成为首个数学教授，并在哥廷根大学获得了一个职位。 1755年，他又成为哈雷大学教授，在那里，他建立了一所天文台。
约翰·泽格纳是那个时代最有名的科学家之一，是柏林、伦敦和圣彼得堡等多个学院的委员。根据2013年2月生效的数学谱系计划统计，在总数17万多人的数学家数据库中，超过6.6万人与他有学术承继关系。
他是首位利用水的反作用力和建造首个喷水装置-“塞格纳水轮”(类似于现代的喷灌器)的科学家;泽格纳也提出了笛卡儿符号法则的第一个证据。为纪念他，科学史学家称他为“水轮机之父”，月球上的“塞格纳环形山”以及小行星28878 塞格纳都是以他的名字命名的。

## 备注
1. ↑  Pöss, Ondrej. . Myrtil Nagy  (编). . Šamorín: 民族研究所论坛. 2012年: 9–12. ISBN 978-80-89249-57-2.
2. ↑  .   [2015-05-10]. （原始内容存档于2019-11-09）.

- Kaiser, W; Lengyel Z. . Zeitschrift für die gesamte Hygiene und ihre Grenzgebiete. November 1974, 20 (11): 789–95. PMID 4619524.
- Kaiser, W. . Zahn-, Mund-, und Kieferheilkunde mit Zentralblatt. 1977, 65 (3): 292–304. PMID 143166.
- Vissi, Z. . Orvosi hetilap. March 1978, 119 (12): 725–6. PMID 345185.
- Foregger, R. . Der Anaesthesist. September 2001, 50 (9): 701–8. PMID 11593877. doi:10.1007/s001010100196.

## 现代版的著作
- 约翰·安德烈亚斯·泽格纳,《逻辑论证示例》(1740年),米雷拉·卡波齐撰序及编辑，博洛尼亚：CLUEB，1990年。